# جون برادفورد (لاعب كرة قدم مواليد 1972)
جون برادفورد (بالإنجليزية: John Bradford)‏ هو مدرب كرة قدم ولاعب كرة قدم أمريكي، ولد في 21 يوليو 1972 في وينستون-سالم في الولايات المتحدة. لعب مع Furman Paladins men's soccer ‏.